# Nyári ének
A Nyári ének Moniot d'Arras(en) 17 fennmaradt dala közül a leghíresebb.
Moniot d'Arras szerzetes volt a 13. századi Arras kolostorában (a neve is azt jelenti: Arras-i szerzetes). Legtöbb dalát trubadúr stílusban írta. A trubadúrok általában egy személyben voltak zeneszerzők, költők és előadók; műveik szövegét és dallamát is maguk írták.
Feldolgozás:
| Szerző               | Mire                       | Mű                                             | Előadás |
| -------------------- | -------------------------- | ---------------------------------------------- | ------- |
| Benkő Dániel         | ének, gitár                | Nyári ének                                     |         |
| ifj. Somorjai József | ének, zongora (vokáljáték) | Pianoforte III. 17. dal Pianoforte IV. 33. dal | [ 1 ]   |

## Kotta és dallam
Oly jó a nyár, szép dallal vár, az erdőn sok madárka,

a fák alatt, egy kis patak, és zengve zúg az árja.

Ó kék virág, ó szép világ, csak erről szól a nóta,

a lány s legény a völgy ölén hej fürge táncát járja.

## Felvételek
- Moniot d'Arras:  Ce fu en mai. Anna Zilli  YouTube (2014. január 18.)  (Hozzáférés: 2016. augusztus 19.) (audió)
- Moniot d'Arras:  Középkori világi zene / Medieval Secular Music: Ce fu en mai (Nyári ének). YouTube (2008. augusztus 5.)  (Hozzáférés: 2016. augusztus 19.) (audió) 1:28-ig.
- Moniot d'Arras:  Ce fu en mai (French Medieval Music). YouTube (2012. június 15.)  (Hozzáférés: 2016. augusztus 19.) (audió)
- Moniot d'Arras:  Ce Fu En Mai. YouTube (Hozzáférés: 2016. augusztus 19.) (audió)